# (34414) 2000 RQ103
2000 RQ103 (asteroide 34414) é um asteroide da cintura principal. Possui uma excentricidade de 0.10630400 e uma inclinação de 14.79488º.
Este asteroide foi descoberto no dia 5 de setembro de 2000 por LONEOS em Anderson Mesa.